# De vurige inktvis
De vurige inktvis is het 188ste stripverhaal van Jommeke. De reeks wordt getekend door striptekenaar Jef Nys. Scenarist is Jan Ruysbergh. 

## Verhaal
Op een dag komt Madam Pepermunt haar vrienden uitnodigen voor een verblijf in haar nieuw vakantiehuis. Daar aangekomen komt de buurvrouw hen echter verwittigen voor "Het ding". De volgende dag maken Jommeke en zijn vriendjes samen met de buurvrouw een boottochtje en dan zien ze plots "Het ding": een gigantische inktvis. Als Stevie Speelmans hoort over het verhaal van de gigantische inktvis, laat hij overal videocamera's plaatsen. Deze beelden leveren niets op. De inktvis vertoont zich niet. Plots duikt er dan toch iets op: blijkt dit de plastieken walvis van Professor Gobelijn te zijn(zie album 50). Jommeke, Filiberke en de Professor gaan samen op onderzoek met de plastieken walvis. Intussen gaat Madam Pepermunt, samen met Annemieke en Rozemieke, naar de  buurvrouw. Deze lijkt vriendelijk, maar dat is ze niet. Ze ontdekken dat via een verrekijker het terras van Madam Pepermunt in het oog wordt gehouden. Intussen heeft de plastieken walvis ook resultaat. Ze ontdekken een ondergrondse ruimte die in verbinding staat met het huis van de buurvrouw. Hier vinden ze ook de gigantische inktvis terug. Ondanks hun succes, worden Jommeke en Filiberke gevangengenomen. Gelukkig volstaat de hulp van Professor Gobelijn en Madam Pepermunt om hun vrienden te redden. Uiteindelijk worden de handlangers en de gemene buurvrouw opgesloten. Haar plan was echter om met een nepinktvis Madam Pepermunt te verjagen, zodat ze de kostbare schat, die daar verborgen lag, makkelijk boven water kon halen. Tot slot kunnen Jommeke en Filiberke na duikwerk de schat zelf boven water halen.